# Écologie évolutive
Pour un article plus général, voir Écologie.
 (mai 2020).
Si vous disposez d'ouvrages ou d'articles de référence ou si vous connaissez des sites web de qualité traitant du thème abordé ici, merci de compléter l'article en donnant les références utiles à sa vérifiabilité et en les liant à la section « Notes et références ».
L'écologie évolutive est une branche de la biologie évolutive et de l'écologie. 
Elle est parfois considérée comme l'une des subdivisions de l'écologie avec l'écologie fonctionnelle.
Elle s'intéresse particulièrement a décrire et comprendre la variabilité des systèmes écologiques (des individus aux communautés), notamment par le biais des processus biodémographiques. Elle se distingue des tendances totalisantes [pas clair] de l'écologie comportementale et de la sociobiologie[incompréhensible] .
Les sciences de l'évolution se partagent entre la paléontologie qui étudie les formations et organismes du passé et en biologie ou écologie évolutive qui étudie les organismes actuels et leur variation. L'écologie évolutive met particulièrement l'accent sur les contraintes des milieux et sur la variation des stratégies et des traits d'histoire de vie des organismes qui y répondent. Darwin, en analysant comment la morphologie du bec des pinsons des Galapagos était liée à leurs différentes stratégies alimentaires, et en incluant la dynamique des populations dans son processus de sélection naturelle, faisait de l'écologie évolutive.
L'écologie évolutive inclut différentes disciplines telles que la dynamique des populations, l'évolution des traits d'histoire de vie, l'écologie comportementale, l'évolution des relations interspécifiques et les dynamiques éco-évolutive.